# Distretto di Mueang Amnat Charoen
Il distretto di Mueang Amnat Charoen (in thailandese: เมืองอำนาจเจริญ) è un distretto (amphoe) della Thailandia, situato nella provincia di Amnat Charoen, della quale è il capoluogo.